# Beddomeia hullii
Beddomeia hullii é uma espécie de gastrópode  da família Hydrobiidae.
É endémica da Austrália.